# Женіва (Іллінойс)
Женіва (англ. Geneva) — місто (англ. city) в США, в окрузі Кейн штату Іллінойс. Населення — 21 393 особи (2020).

## Географія
Женіва розташована за координатами 41°52′55″ пн. ш. 88°19′46″ зх. д. / 41.88194° пн. ш. 88.32944° зх. д. (41.882072, -88.329337). За даними Бюро перепису населення США в 2010 році місто мало площу 25,87 км², з яких 25,24 км² — суходіл та 0,63 км² — водойми.

## Демографія
Згідно з переписом 2010 року, у місті мешкало 21 495 осіб у 7865 домогосподарствах у складі 5927 родин. Густота населення становила 831 особа/км². Було 8278 помешкань (320/км²).
Расовий склад населення:
| - 94,8 % — білих - 2,2 % — азіатів - 0,5 % — чорних або афроамериканців - 0,1 % — корінних американців - 1,2 % — осіб інших рас |

До двох чи більше рас належало 1,3 %. Частка іспаномовних становила 4,9 % від усіх жителів.
За віковим діапазоном населення розподілялося таким чином: 27,0 % — особи молодші 18 років, 61,8 % — особи у віці 18—64 років, 11,2 % — особи у віці 65 років та старші. Медіана віку мешканця становила 41,5 року. На 100 осіб жіночої статі у місті припадало 96,2 чоловіків; на 100 жінок у віці від 18 років та старших — 93,0 чоловіків також старших 18 років.
Середній дохід на одне домашнє господарство становив 119 263 долари США (медіана — 97 926), а середній дохід на одну сім'ю — 134 150 доларів (медіана — 110 764). Медіана доходів становила 90 435 доларів для чоловіків та 48 692 долари для жінок. За межею бідності перебувало 4,4 % осіб, у тому числі 5,6 % дітей у віці до 18 років та 4,3 % осіб у віці 65 років та старших.
Цивільне працевлаштоване населення становило 11 297 осіб. Основні галузі зайнятості: освіта, охорона здоров'я та соціальна допомога — 27,8 %, науковці, спеціалісти, менеджери — 13,7 %, виробництво — 11,2 %, роздрібна торгівля — 10,0 %.